# Marie-Joseph Lagrange
 Marie-Joseph Lagrange [marí-žozef lagránž] (7. března 1855 Bourg-en-Bresse – 10. března 1938 Saint-Maximin-la-Sainte-Baume) byl francouzský biblista, katolický kněz, člen dominikánského řádu. Roku 1890 založil francouzskou Biblickou školu v Jeruzalémě a roku 1892 vědecký časopis Revue biblique, který vychází dodnes. Jeho žáci vydali roku 1956 tzv. Jeruzalémskou bibli.

## Život a působení
Narodil se jako Albert Lagrange ve zbožné a vzdělané rodině v západní Francii, blízko švýcarských hranic. Jeho otec byl právník a přesvědčený demokrat, což nebylo mezi francouzskými katolíky v té době běžné. Na střední škole se začal zajímat o archeologii a geologii, roku 1872 byl přijat na důstojnickou školu v Saint-Cyr a studoval práva. Roku 1878 získal doktorát práv, vstoupil do semináře v Issy-les-Moulineaux a 1879 byl přijat do dominikánského řádu, kde přijal jméno Marie-Joseph. Roku 1880 byli dominikáni z Francie vypovězeni, Lagrange studoval ve španělské Salamance církevní dějiny a hebrejštinu a roku 1883 byl vysvěcen na kněze. Když se mohl vrátit do Francie, studoval jazyky Blízkého východu v Toulouse a tři semestry ve Vídni, kde se – vedle studia egyptských jazyků – seznámil s rabínskou exegezí a Talmudem. Roku 1889 ho představený poslal do Jeruzaléma, aby tam při klášteře svatého Štěpána založil biblickou školu.
Roku 1890 vznikla École pratique des études bibliques a roku 1892 Revue biblique, první francouzský vědecký časopis, věnovaný Bibli a archeologii Předního východu. Lagrange se věnoval historicko-kritické vědecké exegezi podle německého vzoru, založené na filologických a archeologických výzkumech, a byl za to v letech 1907 až 1920 opakovaně kritizován z Vatikánu. Jeho školu naopak podpořila francouzská akademie klasických studií a od roku 1920 dostala název École biblique et archéologique francaise. Roku 1935 se Lagrange musel ze zdravotních důvodů vrátit do Francie, kde v klášteře v Saint-Maximin dále psal a přednášel až do své smrti roku 1938. Jeho exegetické metody schválil už v roce 1946 papež Pius XII. a postupně se v katolické církvi prosadily. Roku 1988 byl v Římě zahájen proces jeho blahořečení.